# Thái Tuyên hầu
Sái Tuyên hầu (chữ Hán: 蔡宣侯; trị vì: 749 TCN-715 TCN), tên thật là Cơ Thố Phụ (姬措父), là vị vua thứ 11 của nước Sái – chư hầu nhà Chu trong lịch sử Trung Quốc.
Cơ Thố Phụ là con của Sái Đái hầu - vua thứ 10 nước Sái. Năm 750 TCN, Đái hầu mất, Cơ Thố Phụ lên nối ngôi, tức là Sái Tuyên hầu.
Năm 719 TCN, Vệ Châu Dụ mới giết Vệ Hoàn công giành ngôi, để lấy uy thế, bèn đề nghị Tống Thương công cùng đánh nước Trịnh. Tống Thương công lấy cớ Trịnh Trang công chứa chấp công tử Phùng nên nhất trí với Châu Dụ, cùng mời thêm nước Trần, Lỗ và Sái. Sái Tuyên hầu theo đề nghị của Tống và Vệ, năm nước cùng mang quân đánh Trịnh. Quân 5 nước vây đất Đông Môn nước Trịnh một thời gian rồi gặt lúa lấy mang về nước.
Năm 715 TCN, Sái Tuyên hầu mất. Ông ở ngôi được 35 năm. Con ông là Cơ Phong Nhân lên nối ngôi, tức là Sái Hoàn hầu.